# Leap of Faith (Kenny Loggins)
Leap of Faith è il settimo album in studio da solista del musicista statunitense Kenny Loggins, pubblicato nel 1991.

## Tracce
1. Will of the Wind (Loggins, Will Ackerman) - 2:00
2. Leap of Faith (Loggins, Guy Thomas) - 7:23
3. The Real Thing (Loggins, David Foster) - 5:39
4. Conviction of the Heart (Loggins, Guy Thomas) - 6:52
5. If You Believe (Loggins, Steve Wood) - 6:32
6. I Would Do Anything (con Sheryl Crow) (Loggins, David Foster) - 6:34
7. Sweet Reunion (Loggins, Steve Wood) - 5:46
8. Now or Never (Loggins, Guy Thomas) - 5:45
9. My Father's House (Loggins, Will Ackerman) - 5:27
10. Cody's Song (Loggins) - 4:39
11. Will of the Wind (Reprise) (Loggins, Will Ackerman) - 1:14
12. Too Early for the Sun (Loggins, John Barnes) - 8:06